# باك جونغ-هو
باك جونغ-هو (هانغل: 박영호) هو لاعب كرة قدم كوري جنوبي في مركز الدفاع، ولد في 29 مايو 1974 في تويوتا في اليابان. لعب مع ساغان توسو.

## وصلات خارجية
- باك جونغ-هو على موقع رابطة كرة القدم اليابانية للمحترفين (اليابانية)